# Alexandre de Marenches
Alexandre de Marenches (Paris, 7 de junho de 1921 – Mónaco, 2 de junho de 1995) foi um militar, empresário e, entre 1970 e 1981, diretor-geral do Service de Documentation Extérieur et de Contre-Espionnage (SDECE) francês.

## Biografia

### Origem
Descendente de uma antiga família católica piemontesa, que se instalou, no século XV, na região de Franche-Comté, relacionada com várias grandes famílias da nobreza europeia, incluindo a Casa de Habsburgo-Lorena, era filho do capitão Charles-Constant-Marie de Marenches (28 de novembro de 1881 Lavans-lès-Dole, 28 de novembro de 1881 – 2 dezembro de 1931), ajudante-de-campo do marechal  Foch, e um dos representantes do Marechal  Pétain junto do general Pershing.
A sua mãe, Marguerite Clark de L'Estrade (Nova Iorque, 7 maio 1881 – Paris, 3 maio de 1968), era uma cidadã americana, oriunda de uma antiga família huguenote estabelecida nos Estados Unidos da América na sequência da revogação do Édito de Nantes.

### Juventude
Foi aluno da École des Roches, a partir de 1932. A sua família possuía um castelo familiar na Normandia, bem como uma casa em Paris.
O aparecimento, em novembro de 1931, de uma mancha nos pulmões, levou a sua mãe a deslocá-lo para Montreux, na Suíça, onde continuou os seus estudos.
Seu pai morreu em 2 de dezembro de 1931, quando Alexandre tinha apenas dez anos. Regressou à École des Roches, onde estudou até 1939.

### Nas forças armadas
Durante a Segunda Guerra Mundial começou por se revelar germanófilo e petanista. Aos 19 anos alistou-se na cavalaria. Depois de os Estados Unidos da América entrarem na guerra, forneceu informações à embaixada americana em Vichy, antes de passar clandestinamente para Espanha.

## Obras
- MARENCHES, Alexandre de. Atlas géopolitique. Paris : Stock, 1988 ISBN 978-2-234-02021-4.
- MARENCHES, Alexandre de; ANDELMAN, David A. The Fourth World War: Diplomacy and Espionage in the Age of Terrorism. William Morrow & Co, 1992 ISBN 0-688-09218-7.
- OCKRENT, Christine; MARENCHES, Alexandre de. Dans le secret des princes. Paris : Stock, 1986 ISBN 2-234-01879-X.